# Feng Office
Feng Office, antes llamado OpenGoo, es un aplicación libre de tipo Web Office. Es una solución completa para organizaciones que proporciona funcionalidades para crear, colaborar, compartir y publicar documentos internos y externos.

## Características
Permite crear y colaborar manejando:
1. Documentos de texto
2. Presentaciones
3. Listas de tareas
4. Mensajes de correo electrónico
5. Calendarios
6. Enlaces Web
7. Contactos
8. Notas
9. Comentar todos estos objetos

## Detalles técnicos
Feng Office es una aplicación de servidor que puede ejecutarse en instalaciones XAMPP.
En la actualidad se requiere:
- Apache 2.0 +
- PHP 5.0 + (5.2 + recomendado)
- MySQL 4.1 + con soporte de InnoDB

Y puede ser instalado, configurado y utilizado con Opera 10 + Firefox 2 + e Internet Explorer 7 + Chrome

## Historia

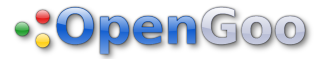

Feng Office comenzó como un proyecto de grado en la Facultad de Ingeniería de la Universidad de la República de Uruguay. El proyecto fue presentado por Conrado Viña, y su desarrollo estuvo a cargo de los Ingenieros en Computación Ignacio de Soto y Marcos Saiz. Los docentes responsables del mismo fueron Eduardo Fernández y Tomas Laurenzo. Hoy en día Conrado, Marcos e Ignacio son miembros activos de la comunidad Feng Office y se dedican a tiempo completo en su desarrollo trabajando dentro de Feng Office. El proyecto fue aprobado con los mayores méritos.
Como proyecto anexo a Feng Office, se desarrolló Slimey un editor de presentaciones en línea y de código abierto. En 2008, Conrado Viña se unió al equipo de la empresa de desarrollo de software urugaya Moove It.
Actualmente Fernando Rodríguez, Ignacio Vázquez y Juan Pedro del Campo se encuentran trabajando en otro proyecto de la misma facultad con el objetivo de desarrollar un editor de hojas de cálculo para ser integrado a Feng Office.

## Estado actual
A marzo de 2009 se puede constatar que la base de usuarios de Feng Office crece rápidamente, llegando a decenas de miles de usuarios.
A marzo de 2009 se encuentra entre los 100 proyectos más activos de SourceForge.
De acuerdo a Ohloh.net, el costo estimado de codificar Feng Office desde cero -a marzo de 2009- es de más de 3.7 millones de dólares, con más de 260,8 K líneas de código totales (incluyendo bibliotecas)